# Knudsgilde
Die erste Knudsgilde (auch Knutsgilde) wurde im 12. Jahrhundert in Schleswig als Gilde der reichen Fernkaufleute gegründet. Namensgeber, Beschützer und Heiliger der Gilde war der erste Herzog von Schleswig Knud Lavard (1096–1131). Die Gründung weiterer örtlicher Knudsgilden ermöglichten im dänisch-skandinavischen Herrschaftsgebiet ein sich ausbreitendes Handelsnetz.

## Geschichte

### Entstehung
Nach der Gründung der Knudsgilde in Schleswig konnte sich die Idee der Knudsgilde über Sønderjylland (Süderjütland) hinaus in weitere dänische und skandinavische Städte ausbreiten. Ein Ursprung für die Idee der Gilde lag möglicherweise auch im flandrisch-niederrheinische Raum, mit dem Schleswig zeitweise im Handelskontakt stand. Die in den Jahren nach der Heiligsprechung von Knud Lavard im Jahr 1169 gegründeten Knudsgilden gewannen an Einfluss im Ostseeraum, und sie traten bald in einen Wettbewerb mit der deutschen Hanse. So unterhielten die Kaufleute der Knudsgilde wie die Kaufleute aus Lübeck aufgrund des Umfangs ihrer Handelsaktivitäten bereits in der zweiten Hälfte des 12. Jahrhunderts in Visby feste Häuser. In ihrer Blütezeit existierten 50 Knudsgilden.

### Einfluss
Im Hochmittelalter organisierte die Gilde Marktregeln und Gesetze für den Handel auf See und auf dem Land. Die Gildebrüder gelobten unter Eid, sich gegenseitig bei Krankheit und Not zu unterstützen.
Die Knudsgilde war nicht an eine Stadt gebunden. Die Kaufleute bildeten mit der Gilde eine feste Einheit. Die aus dem Eid resultierende Unterstützung gewährte dem einzelnen Händler auch in fremden Seestädten Rechts- und Eigentumsschutz. Die Gildenbrüder ordneten die lokalen und staatlichen Gesetze denen der Gilde unter. Die überaus strenge Gerichtsbarkeit der Gilde stand also über der Gerichtsbarkeit des sich gerade formenden städtischen Bürgertums. Häufig stand ihr Recht somit sogar über dem Recht der königlichen Vögte.
Zu dieser Zeit wurden viele Handelswaren aus dem dänisch beeinflussten Ostseeraum über die Häfen von Schleswig oder Flensburg (vgl. Flensburger Hafen) zu den Nordseehäfen Husum, Tondern oder Ribe umgeschlagen. Dieser Handelsweg stand in direkter Konkurrenz zum Handelsweg der Hanse von Lübeck nach Hamburg. Die Knudsgilde ähnelte schließlich somit in Struktur und Macht stark der Deutschen Hanse, die sich zum Gegenspieler entwickelte.

### Einflussschwund und Auflösungen
Nach und nach gründeten andere Berufsgruppen weitere Gilden nach dem Vorbild der Knudsgilde. In den verschiedenen Orten, in denen die Knudsgilde über lange Zeit ihren Einfluss geltend machen konnte, wuchs der Einfluss der übrigen Bürgerschaft, die das eigene Stadtrecht und die jeweilige Ratsverfassung durchsetzten. Zudem minderte der Einfluss der Hanse den Einfluss der  Knudsgilden. Doch auch die Hanse sollte ihren eigenen Niedergang im 15. und 16. Jahrhundert durchleben. Nach der Reformation lösten sich die meisten Knudsgilden auf. Dennoch finden sich bis heute Vereine und Gemeinschaften, die sich auf die früheren Knudsgilden berufen. Die heutige Schleswiger Knudsgilde trägt beispielsweise den Namen "Altstädter Sankt Knudsgilde von 1449". Sie ist nur mittelbar in Ritus, Habitus und Kultus als identisch zu verstehen. Mit den sehr viel älteren, ursprünglichen St. Knudsgilden gibt es nur Übereinstimmungen hinsichtlich des St. Knudssiegels. Der historische Nachweis einer sehr viel früheren Existenz der heutigen Knudsgilden konnte aus den gesichteten öffentlichen und kirchlichen Archivalien nicht bestätigt werden. Dies gilt auch für die heutige Flensburger St. Knudsgilde.

## Auflistung der einzelnen Knudsgilden
Die folgende Auflistung ist nicht vollständig, es existierten fünfzig lokale Knudsgilden.
- Knudsgilde (Flensburg)
- Knudsgilde (Laholm)
- Knudsgilde (Landskrona)
- Knudsgilde (Lund)
- Knudsgilde (Malmö)
- Knudsgilde (Odense)
- Knudsgilde (Ringsted)
- Knudsgilde (Ronneby)
- Knudsgilde (Schleswig)
- Knudsgilde (Skanör-Falsterbo)
- Knudsgilde (Tallinn)
- Knudsgilde (Tumathorp) (Tommarp)
- Knudsgilde (Visby)
- Knudsgilde (Ystad)